# دورة تحويل النقد

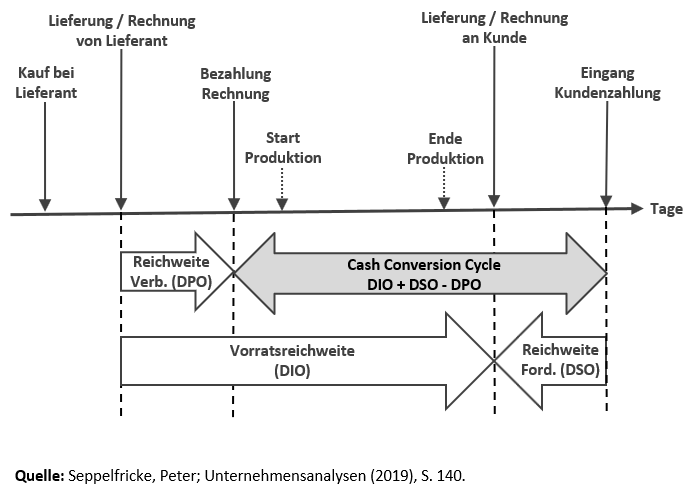

دورة تحويل النقد (بالإنجليزية: Cash conversion cycle)‏ هو مصطلح يطلق على الفترة الزمنية التي يستغرقها مشروع ما منذ صرف
النقد لشراء المواد الأولية والخدمات حتى تحصيل النقد من المبيعات الناتجة عن هذه المواد الأولية والخدمات. ويستخدم كمعيار لقياس كفاءة المشروع في إدارة السيولة ولتحديد مدى حاجته للنقدية لتمويل عملياته. فكلما طالت دورة تحويل النقد كلما احتاج المشروع لرأس مال أكبر، وكلما قلت تقل الحاجة لرأس المال المستثمر في المشروع. كما يمكن لمشروع أن يحقق دورة تحويل نقد أقل من الصفر، وذلك للمشاريع التي تحصل مبيعاتها نقدا قبل صرف قيمة المواد الأولية والخدمات اللازمة لها.
مثلا متوسط بيع المخزون 30 يوما ومتوسط تحصيل المبيعات 60 يوما ومتوسط السداد للموردين 45 يوما وتصبح المعادلة كالتالي:
دورة النقد = متوسط المخزون + متوسط المبيعات - متوسط سداد الموردين
دورة النقد = 30+60-45
دورة النقد = 45
وهذا يعني أننا بحاجه لتأمين سيولة نقدية لمدة 45 يوما كي تتم الدورة أو نقوم برفع متوسط الموردين أو نقوم بتقليل زمن البيع وزمن المخزون

## طريقة الحساب
{\displaystyle CCC=I+s-P}
حيث أن:
| الرمز               | المعنى                     | وحدة القياس |
| ------------------- | -------------------------- | ----------- |
| {\displaystyle CCC} | دورة تحويل النقد           | أيام        |
| {\displaystyle I}   | وسيط أيام المخزون          | أيام        |
| {\displaystyle s}   | وسيط أيام الحسابات المدينة | أيام        |
| {\displaystyle P}   | وسيط أيام الحسابات الدائنة | أيام        |